# خوسيه غويلرمو إيزكويردو ستيلا
خوسيه غويلرمو إيزكويردو ستيلا هو محامي وسياسي أمريكي، ولد في 1936 في Guayanilla, Puerto Rico ‏ في الولايات المتحدة، وتوفي في 12 سبتمبر 2010 في Guaynabo, Puerto Rico ‏ في الولايات المتحدة. نشط حزبياً في Popular Democratic Party (Puerto Rico) ‏. وقد انتخب عضو مجلس بويرتو ريكو ‏.